# Dallas Cowboys 2021
La stagione 2021 dei Dallas Cowboys è stata la 62ª della franchigia nella National Football League e la seconda con Mike McCarthy come capo-allenatore.
Con la loro vittoria nella settimana 10 contro gli Atlanta Falcons, i Cowboys migliorarono il loro record di 6–10 della stagione precedente. La squadrò andò in seguito a vincere la propria division per la prima volta dal 2018. Per la prima volta dal 1998 i Cowboys batterono tutti gli avversari della propria division. Nel turno delle wild card dei playoff furono subito eliminati dai San Francisco 49ers con un punteggio di 23–17.

## Scelte nel Draft 2021
| Scelte dei Cowboys nel Draft 2021 |        |                  |       |                |
| Giro                              | Scelta | Giocatore        | Ruolo | College        |
| 1                                 | 12     | Micah Parsons    | LB    | Penn State     |
| 2                                 | 44     | Kelvin Joseph    | CB    | Kentucky       |
| 3                                 | 75     | Osa Odighizuwa   | DT    | UCLA           |
| 3                                 | 84     | Chauncey Golston | DE    | Iowa           |
| 3                                 | 99     | Nahshon Wright   | CB    | Oregon State   |
| 4                                 | 115    | Jabril Cox       | LB    | LSU            |
| 4                                 | 138    | Josh Ball        | OT    | Marshall       |
| 5                                 | 178    | Simi Fehoko      | WR    | Stanford       |
| 6                                 | 192    | Quinton Bohanna  | DT    | Kentucky       |
| 6                                 | 227    | Israel Mukuamu   | CB    | South Carolina |
| 7                                 | 238    | Matt Farniok     | OG    | Nebraska       |

## Roster
| Roster dei Dallas Cowboys nel 2021 |
| --- |
| Quarterback - 3 Will Grier - 4 Dak Prescott - 10 Cooper Rush Running Back - 32 Corey Clement - 21 Ezekiel Elliott - 20 Tony Pollard Wide Receiver - 19 Amari Cooper - 81 Simi Fehoko - 13 Michael Gallup - 88 CeeDee Lamb - 1 Cedrick Wilson Jr. Tight End - 89 Blake Jarwin - 86 Dalton Schultz Offensive Linemen - 63 Tyler Biadasz C - 71 La'el Collins T - 68 Matt Farniok C/G - 69 Brandon Knight G/T - 70 Zack Martin G - 66 Connor McGovern G/C - 79 Ty Nsekhe T - 77 Tyron Smith T - 78 Terence Steele T Defensive Linemen - 56 Bradlee Anae DE - 92 Dorance Armstrong DE - 93 Tarell Basham DE - 98 Quinton Bohanna DT - 59 Chauncey Golston DE - 94 Randy Gregory DE - 54 Azur Kamara DE/OLB - 90 DeMarcus Lawrence DE - 97 Osa Odighizuwa DT - 95 Brent Urban DT/DE - 91 Carlos Watkins DT Linebacker - 14 Jabril Cox OLB - 57 Luke Gifford OLB - 42 Keanu Neal MLB - 11 Micah Parsons OLB/MLB - 9 Jaylon Smith MLB - 55 Leighton Vander Esch OLB Defensive Back - 30 Anthony Brown CB - 31 Maurice Canady CB - 7 Trevon Diggs CB - 29 C.J. Goodwin CB - 28 Malik Hooker FS - 18 Damontae Kazee FS - 27 Jayron Kearse SS - 26 Jourdan Lewis CB - 38 Israel Mukuamu FS/CB - 6 Donovan Wilson SS - 25 Nahshon Wright CB Special Team - 44 Jacob McQuaide LS - 2 Greg Zuerlein K Lista delle riserve - 75 Josh Ball T (IR) - 53 Francis Bernard OLB (IR) - 85 Noah Brown WR (COVID-19) - 34 Rico Dowdle RB (IR) - 96 Neville Gallimore DT (IR) - 72 Trysten Hill DT (PUP) - 65 Mitch Hyatt T (IR) - 24 Kelvin Joseph CB (IR) - 84 Sean McKeon TE (IR) - -- Hunter Niswander P/K (IR) - 45 Sewo Olonilua FB (IR) - 41 Reggie Robinson CB (IR) - 17 Malik Turner WR (IR) - -- T.J. Vasher WR (NF-Inj.) - 52 Connor Williams G/C (COVID-19) Squadra di allenamento - 60 Isaac Alarcón G - 36 Kyron Brown CB - 49 Ian Bunting TE - 33 Deante Burton CB - 39 Tyler Coyle FS - 15 Ben DiNucci QB - 58 Austin Faoliu DT - 99 Justin Hamilton DT - 37 JaQuan Hardy RB - 62 Braylon Jones G - 16 Osirus Mitchell WR - 46 Nick Ralston FB - 80 Brandon Smith WR - 51 Breeland Speaks DE - 87 Jeremy Sprinkle TE - 23 Darian Thompson SS 52 attivi, 15 inattivi, 15 nella squadra di allenamento |
| Legenda - I rookie sono in corsivo. - Il primo ruolo è il principale mentre gli eventuali successivi indicano i ruoli secondari. - (IR) sta per Injured Reserve ed indica la lista ristretta per un solo giocatore infortunato che può tornare ad allenarsi dopo la settimana 6 e a rientrare in prima squadra dopo che questa ha giocato 8 partite. - (NF-Inj.) / (NF-Ill.) stanno rispettivamente per Non-Football Injured e Non-Football Illness ed indicano le liste dove viene inserito un giocatore che ha un infortunio o una malattia non dipendente dal football americano. - (PUP) sta per Physically Unable to Perform ed indica la lista dove viene inserito un giocatore mentre è in attesa di recuperare la condizione fisica. Nella stagione regolare dopo la sesta partita giocata dalla propria squadra, il giocatore ha tempo tre settimane per riprendere ad allenarsi, più tre settimane aggiuntive dal suo rientro agli allenamenti per rientrare in prima squadra. |

## Calendario
| Stagione regolare |                    |                             |                    |                    |                         |                    |
| Turno             | Data               | Avversario                  | Risultato          | Record             | Stadio                  | Sintesi            |
| 1                 | 9 settembre        | at Tampa Bay Buccaneers     | S 29–31            | 0–1                | Raymond James Stadium   | Recap              |
| 2                 | 19 settembre       | at Los Angeles Chargers     | V 20–17            | 1–1                | SoFi Stadium            | Recap              |
| 3                 | 27 settembre       | Philadelphia Eagles         | V 41–21            | 2–1                | AT&T Stadium            | Recap              |
| 4                 | 3 ottobre          | Carolina Panthers           | V 36–28            | 3–1                | AT&T Stadium            | Recap              |
| 5                 | 10 ottobre         | New York Giants             | V 44–20            | 4–1                | AT&T Stadium            | Recap              |
| 6                 | 17 ottobre         | at New England Patriots     | V 35–29 (dts)      | 5–1                | Gillette Stadium        | Recap              |
| 7                 | Settimana di pausa | Settimana di pausa          | Settimana di pausa | Settimana di pausa | Settimana di pausa      | Settimana di pausa |
| 8                 | 31 ottobre         | at Minnesota Vikings        | V 20–16            | 6–1                | U.S. Bank Stadium       | Recap              |
| 9                 | 7 novembre         | Denver Broncos              | S 16–30            | 6–2                | AT&T Stadium            | Recap              |
| 10                | 14 novembre        | Atlanta Falcons             | V 43–3             | 7–2                | AT&T Stadium            | Recap              |
| 11                | 21 novembre        | at Kansas City Chiefs       | S 9–19             | 7–3                | Arrowhead Stadium       | Recap              |
| 12                | 25 novembre        | Las Vegas Raiders           | S 33–36 (dts)      | 7–4                | AT&T Stadium            | Recap              |
| 13                | 2 dicembre         | at New Orleans Saints       | V 27–17            | 8–4                | Caesars Superdome       | Recap              |
| 14                | 12 dicembre        | at Washington Football Team | V 27–20            | 9–4                | FedExField              | Recap              |
| 15                | 19 dicembre        | at New York Giants          | V 21–6             | 10–4               | MetLife Stadium         | Recap              |
| 16                | 26 dicembre        | Washington Football Team    | V 56–14            | 11–4               | AT&T Stadium            | Recap              |
| 17                | 2 gennaio          | Arizona Cardinals           | S 22–25            | 11–5               | AT&T Stadium            | Recap              |
| 18                | 8 gennaio          | at Philadelphia Eagles      | V 51–26            | 12–5               | Lincoln Financial Field | Recap              |

Note: gli avversari della propria division sono in grassetto.

### Playoff
| Playoff   |            |                         |           |        |              |         |
| Turno     | Data       | Avversario              | Risultato | Record | Stadio       | Sintesi |
| Wild Card | 16 gennaio | San Francisco 49ers (6) | S 17–23   | 0–1    | AT&T Stadium | Recap   |

## Premi
- Micah Parsons

rookie difensivo dell'anno

### Premi settimanali e mensili
- Trevon Diggs

difensore della NFC del mese di settembre
difensore della NFC della settimana 4
- Ezekiel Elliott

running back della settimana 4
- Dak Prescott

giocatore offensivo della NFC della settimana 6
quarterback della settimana 6
quarterback della settimana 10
quarterback della settimana 12
giocatore offensivo della NFC della settimana 16
giocatore offensivo della NFC della settimana 18
- Micah Parsons

difensore della NFC della settimana 8
rookie della settimana 8
rookie della settimana 10
rookie difensivo del mese di novembre
rookie della settimana 14
rookie difensivo del mese di dicembre